# Brownlowia cuspidata
Brownlowia cuspidata là một loài thực vật có hoa trong họ Cẩm quỳ. Loài này được Lowe ex Pierre mô tả khoa học đầu tiên năm 1888.